# Itycirrhitus wilhelmi
Itycirrhitus wilhelmi és una espècie de peix pertanyent a la família dels cirrítids i l'única del gènere Itycirrhitus.

## Descripció
- Pot arribar a fer 10,4 cm de llargària màxima.
- 13 radis tous a l'aleta dorsal.[6][7]

## Hàbitat
És un peix marí, demersal i de clima tropical que viu entre 1 i 55 m de fondària sobre fons rocallosos.

## Distribució geogràfica
Es troba al Pacífic oriental: Pitcairn i l'illa de Pasqua.

## Observacions
És inofensiu per als humans.